# Isla Esmeralda (fantasma)
Isla Esmeralda (en inglés: Emerald Island) es una isla fantasma reportada por los exploradores a bordo del navío Emerald (Esmeralda) en diciembre de 1821 y con supuesta ubicación entre Australia y la Antártida al sur de la isla Macquarie. Se la ha descrito como una pequeña pero montañosa isla ubicada en 57°30′S 162°0′E / -57.500, 162.000.
En 1840, la expedición llamada United States Exploring Expedition (Expedición exploradora de Estados Unidos, también conocida como Expedición Wilkes) no encontró rastro alguno de la isla. Tampoco lo hizo el Nimrod en 1909.
La última aparición en la cartografía mundial de la que haya registro parece ser en un libro de calendario de escritorio con atlas publicado en 1987 por American Express. La planicie abisal donde se ha supuesto la ubicación de esta isla recibe el nombre de Cuenca Esmeralda.